# Tritrichomonas
Tritrichomonas es un género de protistas flagelados clasificados en Parabasalia, carterizado por presentar cuatro flagelos, de los cuales los anteriores son libres, mientras que el restante se dirige hacia atrás, adhiriéndose al borde la célula y formando una membrana ondulante. Destaca T. foetus, parásito del aparato reproductor afectando a bovinos, suinos y equinos, siendo solo patógeno en bovinos, así como del tracto intestinal de los felinos.